# Грязное Павлово
Грязное Павлово — деревня в Санчурском муниципальном округе Кировской области.

## География
Расположена на расстоянии примерно 11 км по прямой на северо-восток от райцентра посёлка Санчурск.

## История
Образовано в 1824 году. В 1873 году здесь (починок Грязнов или Павловский) дворов 39 и жителей 265, в 1905 (Грязный) 76 и 494, в 1926 (деревня Павлово или Грязный) 93 и 466, в 1950 93 и 295, в 1989 36 жителей. Современное название утвердилось с 1939 года. Работали колхозы «Свой Труд» и «Аврора». С 2006 по 2019 год входила в состав Городищенского сельского поселения.

## Население
Постоянное население составляло 13 человек (русские 100 %) в 2002 году, 7 в 2010.